# Internationaux de Tennis de Blois 2024
L'Internationaux de Tennis de Blois 2024 è stato un torneo maschile di tennis professionistico. È stata la 15ª edizione del torneo, facente parte della categoria Challenger 50 nell'ambito dell'ATP Challenger Tour 2024, con un montepremi di 36 000 €. Si è giocato dal 17 al 23 giugno 2024 sui campi in terra rossa del A.A.J.B Blois Tennis di Blois, in Francia.

## Partecipanti

### Teste di serie
| Nazionalità | Giocatore        | Ranking* | Testa di serie |
| ----------- | ---------------- | -------- | -------------- |
| Francia     | Calvin Hemery    | 213      | 1              |
| Francia     | Clément Tabur    | 236      | 2              |
| Francia     | Jules Marie      | 237      | 3              |
| Turchia     | Ergi Kırkın      | 254      | 4              |
|             | Alibek Kachmazov | 268      | 5              |
| Lituania    | Vilius Gaubas    | 276      | 6              |
| Francia     | Tristan Lamasine | 279      | 7              |
| Danimarca   | Elmer Møller     | 282      | 8              |

* Ranking al 10 giugno 2024.

### Altri partecipanti
I seguenti giocatori hanno ricevuto una wild card per il tabellone principale:
- Thomas Faurel
- Arthur Gea
- Jules Marie

Il seguente giocatore è entrato in tabellone con il ranking protetto:
- Nicolás Álvarez Varona

I seguenti giocatori sono entrati in tabellone come alternate:
- Corentin Denolly
- Martin Krumich

I seguenti giocatori sono passati dalle qualificazioni:
- Florent Bax
- Jacopo Berrettini
- Edas Butvilas
- Evgenij Karlovskij
- Federico Iannaccone
- Lucas Bouquet

## Punti e montepremi
| Torneo    | Torneo              | V     | F     | SF    | QF    | 2T  | 1T  | Q | Q2  | Q1  |
| Singolare | Punti               | 50    | 25    | 14    | 8     | 4   | 0   | 3 | 1   | 0   |
| Singolare | Premi in denaro (€) | 4 910 | 2 950 | 1 735 | 1 000 | 600 | 360 | – | 180 | 110 |
| Doppio    | Punti               | 50    | 25    | 14    | 8     | –   | 0   | – | –   | –   |
| Doppio    | Premi in denaro (€) | 1 900 | 1 110 | 670   | 390   | –   | 225 | – | –   | –   |

## Campioni

### Singolare
Ričardas Berankis ha sconfitto in finale  Calvin Hemery con il punteggio di 7–6(4), 7–5.

### Doppio
Benjamin Lock /  Courtney John Lock hanno sconfitto in finale  Corentin Denolly /  Arthur Gea con il punteggio di 1–6, 6–3, [10–4].